# Bandeira de Autlán de Navarro
A Bandeira de Autlán de Navarro é um dos símbolos oficiais do município de Autlán de Navarro, uma cidade do estado de Jalisco, no México. Foi criada em 1998, é a segunda bandeira municipal mais antiga do México, depois da bandeira da capital do estado.

## Descrição
Seu desenho consiste em um retângulo de proporção largura-comprimento de 4:2 dividido em duas faixas horizintais, uma mais grande acima e uma mais piquena abaixo. As cores das faixas são, respctivamente, a partir da esquerda (lado do mastro) vermelho é a maior faixa e branco a menor faixa que fica abaixo.
No meio das duas faixas está um brasão da cidade de Autlán, a bandeira representa o município do estado de Jalisco.

## Cores

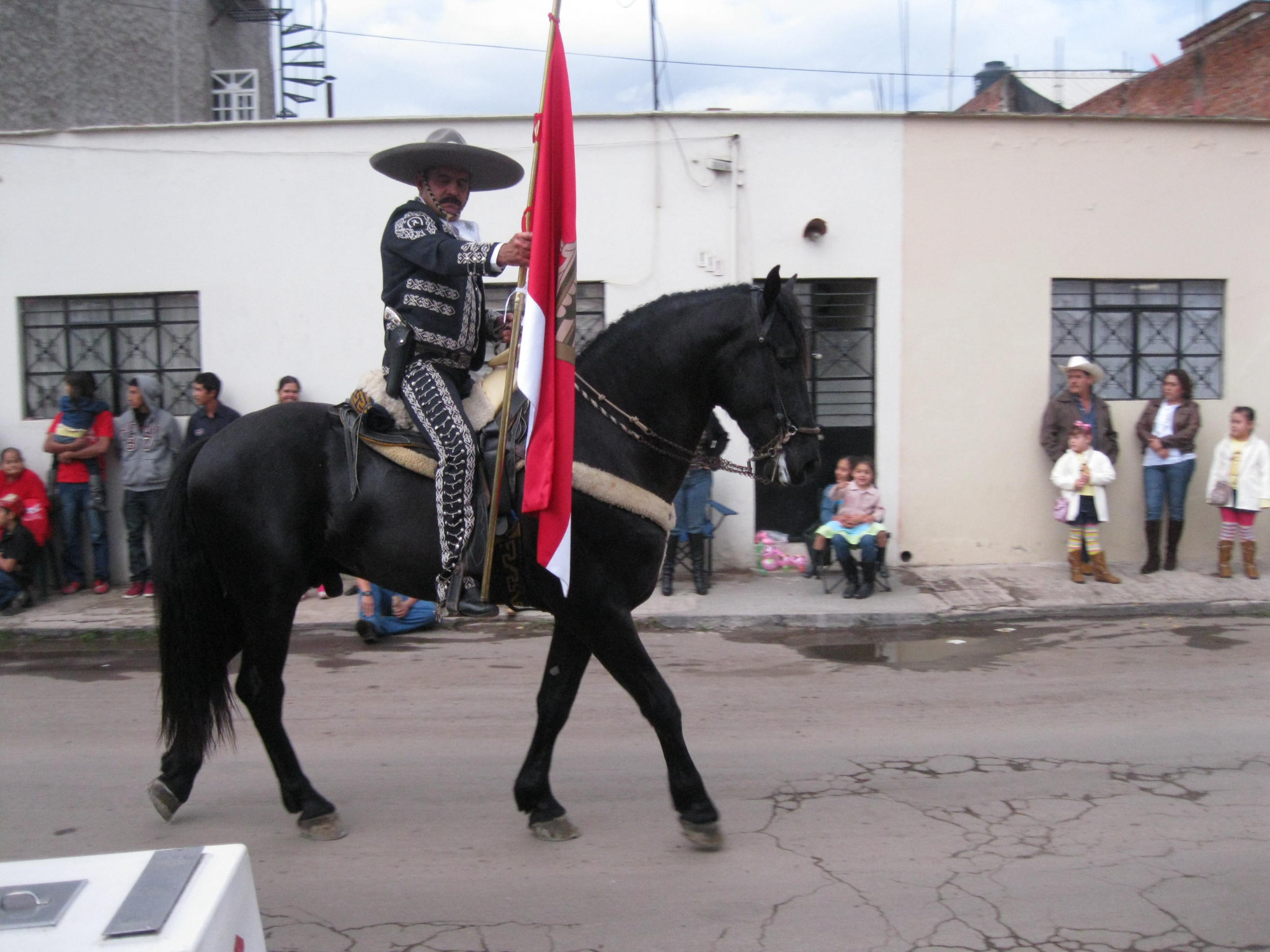
As cores da cidade de Autlán de Navarro em pendões.

As cores da bandeira são vermelho e branco:
| Cor) | Cor)     | Código Hex HTML |
| ---- | -------- | --------------- |
|      | vermelho | #CE1126         |
|      | branco   | #FFFFFF         |